# Geografía de Dinamarca
Dinamarca es un estado situado en la Europa septentrional, perteneciente al área escandinava. Limita al sur con Alemania, al norte y oeste queda el mar del Norte y al este, el Báltico.

## Geografía física
Dinamarca controla los estrechos de Skagerrak y Kattegat que unen el Báltico con el mar del Norte.

Mapa topográfico de Dinamarca.

Su territorio abarca la mayor parte de la península de Jutlandia, que arranca de la frontera con Alemania, luego se estrecha, se triplica en su anchura a la altura de Randers y culmina en el cabo Skagen. Está rodeada en el lado occidental por el mar del Norte y en el lado oriental por el Kattegat del Mar Báltico. El archipiélago danés, constituido por cerca de 406 islas (de las cuales 78 son habitables), se divide en dos grupos: el occidental, con las islas de Fionia (Fyn), Aeroe (Ærø), Taasinge (Tåsinge) y Langeland, y el oriental, con las de Selandia (Sjælland), Moen, Falster, Lolland (Laaland) y Bornholm. Groenlandia y las islas Feroe son regiones autónomas de Dinamarca. Las últimas fueron posesión noruega desde 1035 hasta 1814.
El país tiene una superficie total, incluyendo la isla de Bornholm en el Mar Báltico pero excluyendo las islas Feroe y Groenlandia, de 43.094 km², de los que 29.766 pertenecen a la península de Jutlandia, que se extiende aproximadamente 300 kilómetros desde la frontera alemana con Schleswig-Holstein hacia el Norte.

### Relieve
Los terrenos más antiguos son secundarios, pues en aquella época había un ancho brazo de mar que envolvía por el Sur el macizo Escandinavo, por lo que Dinamarca es un país geológicamente distinto de Escandinavia, Dinamarca es un país con pocas zonas elevadas.

### Ríos, lagos y costas
Los ríos de Dinamarca son todos cortos, el más largo es el Guden (aproximadamente 150 km). Por ello no se les puede aprovechar para obtener energía hidroeléctrica. A causa del terreno plano se crean numerosos lagos. Otros ríos importantes son el Stora, el Skjern, y el Varde, que desembocan, todos, en el mar del Norte
Dinamarca tiene 7500 km de costa, que da por Occidente al mar del Norte y por Oriente al mar Báltico, donde se encuentra el archipiélago danés. La costa más inhóspita es la del mar del Norte; en la parte norte y oeste de Jutlandia son extremadamente llanas y arenosas, con dunas y bancos de arena de hasta 20 metros. Abundan los fiordos, como el Limfjord, que atraviesa el norte de la península. Esta costa occidental está expuesta a las tormentas del mar del Norte, que pueden llegar a producir inundaciones devastadoras. La baja plataforma continental ha favorecido el encubrimiento y la formación de amplias lagunas en correspondencia a bahías y rincones como en el fiordo de Ringkøbing, en el fiordo de Nissum y en el de Bredning. La costa suroeste, en cambio, está caracterizada por bajas islas alineadas y paralelas a la costa formadas por la erosión del mar. 

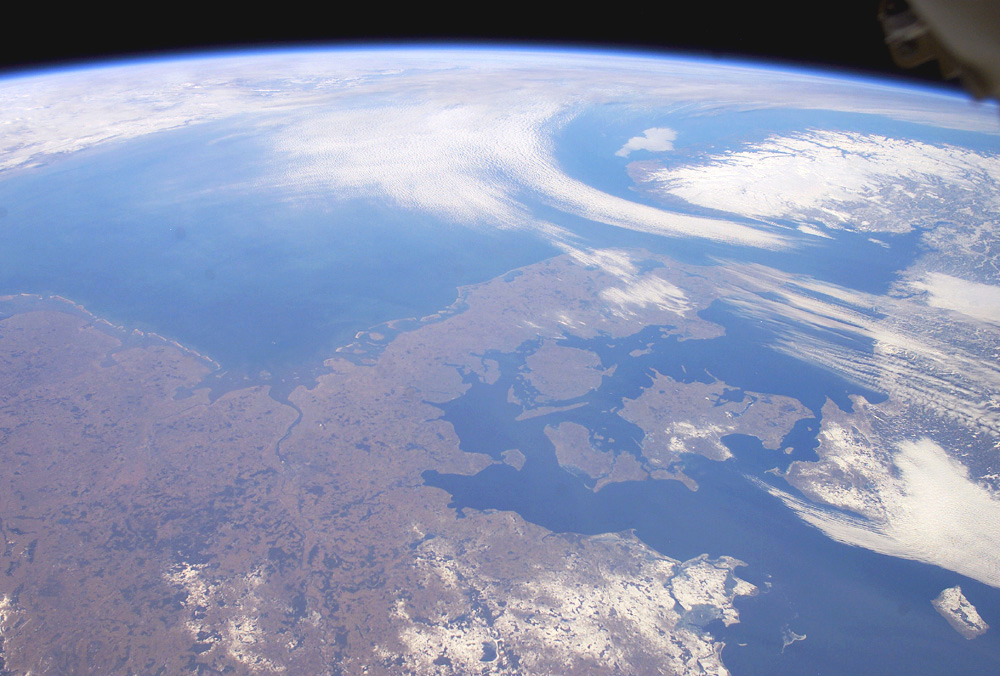
Dinamarca vista desde de la EEI.

El estrecho del Pequeño Belt separa Jutlandia de la isla de Fionia; a su lado, en el sureste, está isla de Langeland ("Tierra larga"), algo más pequeña. Más allá del Gran Belt (Storebælt) en danés, se halla la isla de Selandia con la capital Copenhague. 
La parte oriental de la costa y de la península de Jutlandia cuenta con numerosos y profundos golfos, los más grandes son el Limfjorden y el Mariager Fjord que se adentran más de 30 km en la tierra. Las 443 islas se encuentran en esta costa este, la del mar Báltico. Las islas son llanas y, en su mayor parte, fértiles, aunque tienen costas más altas y rocosas, en líneas generales, que Jutlandia. Más al este, en medio del Báltico, se encuentra la isla granítica de Bornholm con Polonia hacia el sur y Suecia hacia el noroeste.

### Clima
El clima de Dinamarca es oceánico con tendencia continental, templado, húmedo y nublado. El clima de Jutlandia está marcado por su ubicación septentrional y por la corriente del Golfo. 
La temperatura es suave y agradable durante todo el año y, por lo tanto, es poco frecuente experimentar las situaciones climáticas extremas. Como el resto de Europa, tiene marcadas las cuatro estaciones del año. Los inviernos son particularmente fríos, con temperaturas suaves en enero y febrero de 0°C aunque puede llegar a temperaturas inferiores a 25 grados bajo cero. Los veranos son frescos, con una temperatura media en agosto de 15,7 °C.
Hay suficientes precipitaciones durante todo el año. La humedad relativa es elevada durante el invierno. Dinamarca tiene una media de 121 días al año con precipitaciones, recibiendo de media un total de 712 mm al año; el otoño es la estación más húmeda y la primavera la más seca. A menudo, especialmente en invierno, soplan vientos del oeste, de moderados a fuertes, sobre la costa de Jutlandia.
Debido a la ubicación septentrional de Dinamarca, las horas de luz solar varían grandemente. Los días son cortos en invierno, con la salida del sol alrededor de las 9:00 a. m. y la puesta a las 4:30 p. m., y largos en verano con el sol saliendo a las 4:00 a. m. y poniéndose a las 10 p. m. Los días más cortos y más largos del año se han celebrado tradicionalmente. La celebración del día más corto se corresponde aproximadamente con la época navideña (en danés: jul), y las celebraciones modernas se conventran el día de Nochebuena, 24 de diciembre. La palabra nórdica jól está en plural, indicando que la sociedad precristiana celebraba una temporada con múltiples fiestas. La celebración del día más largo, el solsticio de verano es conocido en Dinamarca como sankthansaften (La noche de san Juan).
| Parámetros climáticos promedio de Copenhague, capital de Dinamarca | Parámetros climáticos promedio de Copenhague, capital de Dinamarca | Parámetros climáticos promedio de Copenhague, capital de Dinamarca | Parámetros climáticos promedio de Copenhague, capital de Dinamarca | Parámetros climáticos promedio de Copenhague, capital de Dinamarca | Parámetros climáticos promedio de Copenhague, capital de Dinamarca | Parámetros climáticos promedio de Copenhague, capital de Dinamarca | Parámetros climáticos promedio de Copenhague, capital de Dinamarca | Parámetros climáticos promedio de Copenhague, capital de Dinamarca | Parámetros climáticos promedio de Copenhague, capital de Dinamarca | Parámetros climáticos promedio de Copenhague, capital de Dinamarca | Parámetros climáticos promedio de Copenhague, capital de Dinamarca | Parámetros climáticos promedio de Copenhague, capital de Dinamarca | Parámetros climáticos promedio de Copenhague, capital de Dinamarca |
| Mes                                                                | Ene.                                                               | Feb.                                                               | Mar.                                                               | Abr.                                                               | May.                                                               | Jun.                                                               | Jul.                                                               | Ago.                                                               | Sep.                                                               | Oct.                                                               | Nov.                                                               | Dic.                                                               | Anual                                                              |
| ------------------------------------------------------------------ | ------------------------------------------------------------------ | ------------------------------------------------------------------ | ------------------------------------------------------------------ | ------------------------------------------------------------------ | ------------------------------------------------------------------ | ------------------------------------------------------------------ | ------------------------------------------------------------------ | ------------------------------------------------------------------ | ------------------------------------------------------------------ | ------------------------------------------------------------------ | ------------------------------------------------------------------ | ------------------------------------------------------------------ | ------------------------------------------------------------------ |
| Temp. máx. media (°C)                                              | 2                                                                  | 2                                                                  | 5                                                                  | 10                                                                 | 15                                                                 | 19                                                                 | 20                                                                 | 20                                                                 | 17                                                                 | 12                                                                 | 7                                                                  | 4                                                                  | 11.1                                                               |
| Temp. mín. media (°C)                                              | -2                                                                 | -2                                                                 | -1                                                                 | 2                                                                  | 7                                                                  | 11                                                                 | 13                                                                 | 13                                                                 | 10                                                                 | 7                                                                  | 3                                                                  | -1                                                                 | 5                                                                  |
| Precipitación total (mm)                                           | 46                                                                 | 30                                                                 | 39                                                                 | 39                                                                 | 42                                                                 | 52                                                                 | 68                                                                 | 64                                                                 | 60                                                                 | 56                                                                 | 61                                                                 | 56                                                                 | 613                                                                |
| [cita requerida]                                                   |                                                                    |                                                                    |                                                                    |                                                                    |                                                                    |                                                                    |                                                                    |                                                                    |                                                                    |                                                                    |                                                                    |                                                                    |                                                                    |

### Medio ambiente
La vegetación autóctona está formada por bosques de árboles con hoja caduca (robledales y hayedos). En las reforestaciones estos están desplazados cada vez más por coníferas y abetos. La mayor parte de los bosques se utilizan como protección contra los vientos y para evitar la pérdida de tierra y arena por el lado del mar del Norte.

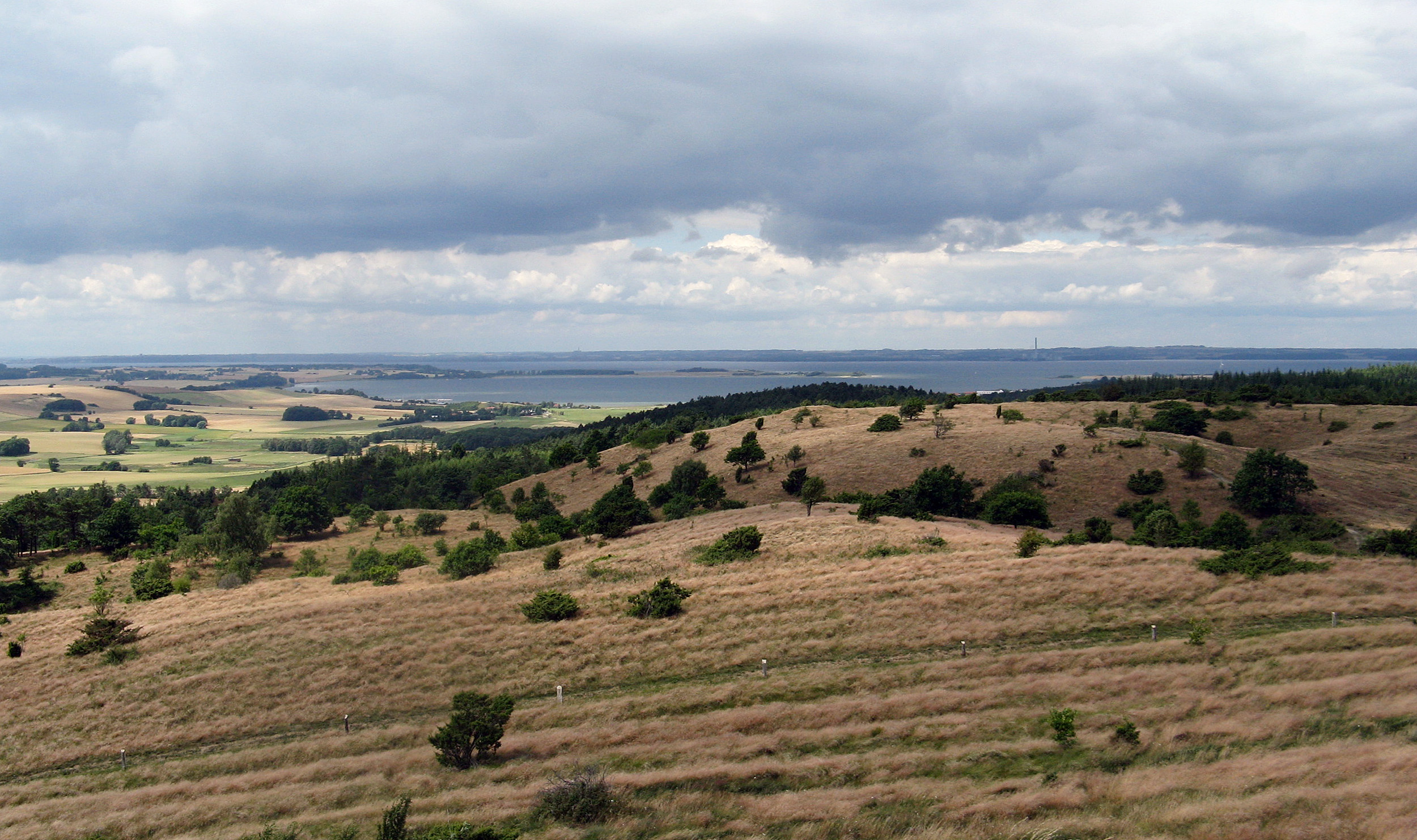
Paisaje en el Parque nacional Mols Bjerge.

Aparte de ciervos y venados no se han conservado animales mayores en los bosques de Dinamarca. Sin embargo hay una fauna importante y variada de aves. La contaminación ambiental es la principal amenaza para la fauna danesa en las zonas acuáticas cerca de las costas y en los lagos y ríos del interior.
Las ecorregiones que afectan a Dinamarca son el bosque mixto atlántico, el bosque mixto báltico y la pradera boreal de las islas Feroe. También le afecta la plataforma atlántica nororiental, que es una de las más regiones diversas y productivas del Atlántico Norte. Conforme a la normativa de la Unión Europea, el territorio de este país se divide en dos regiones biogeográficas: continental y atlántica. Destaca en su patrimonio natural el fiordo helado de Ilulissat bien natural declarado patrimonio de la Humanidad por la Unesco en el año 2004. Desde 1977, cuenta con una reserva de la biosfera en el noreste de Groenlandia, también parque nacional. 2,078.823 hectáreas están protegidas como humedales de importancia internacional al amparo del Convenio de Ramsar, en total, 38 sitios Ramsar. Tiene siete parques nacionales: Fano Syd, Kaergaard Klitplantage-Loevklitterne-Lyngbos, Lyngby-Flade So, Moens Klint, Hoje Mon, Mols Bjerge, nord, Mols Bjerge, syd y Randbol Hede.
Los peligros naturales del país son las inundaciones en algunas partes del país (especialmente algunas zonas de Jutlandia así como las costas de la isla de Lolland). Las zonas se protegen con un sistema de diques.
Los principales problemas medioambientales son la contaminación del aire, causada principalmente por los automóviles y las plantas de producción de energía; contaminación del Mar del Norte por nitrógeno y fósforo; el agua de consumo doméstico sufre contaminaciones por parte de pesticidas y desperdicios.

## Geografía humana
La población se estima en 5.500.510 habitantes (julio de 2009). El 87% de la población es urbana (2008), y la cuarta parte vive en Copenhague. La densidad de población es alta, 127,64 habitantes por kilómetro cuadrado.

División territorial de Dinamarca

Los principales grupos étnicos son: escandinavos, en su inmensa mayoría, daneses, pero además hay esquimales, feroeses, alemanes, turcos, iraníes y somalíes. El idioma oficial es el danés, perteneciente al grupo germánico, pero también se habla feroés, groenlandés (un dialecto esquimal) y una pequeña minoría de alemán. La segunda lengua que se habla mayoritariamente es el inglés. Predomina el protestantismo, religión luterana en su mayoría (95%), otros cristianos (protestantes y católicos) representan el 3% y finalmente hay un 2% de musulmanes.
La capital, Copenhague, tiene 1.167.569 habitantes. Las ciudades principales, por población, son: Århus (Aarhus), Odense, Aalborg y Esbjerg. 
En cuanto a las divisiones administrativas, la Dinamarca metropolitana se divide en cinco regiones (regioner, singular - region): Hovedstaden, Midtjylland, Nordjylland, Sjaelland y Syddanmark. Con anterioridad al año 2007 los 271 municipios preexistentes se fundieron para dar lugar a 98 y los 13 condados tradicionales se transformaron en cinco regiones. Aparte de eso, fuera de la metrópoli están las islas Feroe y Groenlandia.

## Geografía económica
Los recursos naturales del país son: petróleo, gas natural, pescado, sal, piedra caliza, grava y arena. En cuanto al uso del terreno (datos del 2005), el 52,59% es tierra cultivable, 0,19% a cosechas permanentes y otros 47,22%, incluyendo pastos y bosques. 4.490 km² son de regadío (2003).

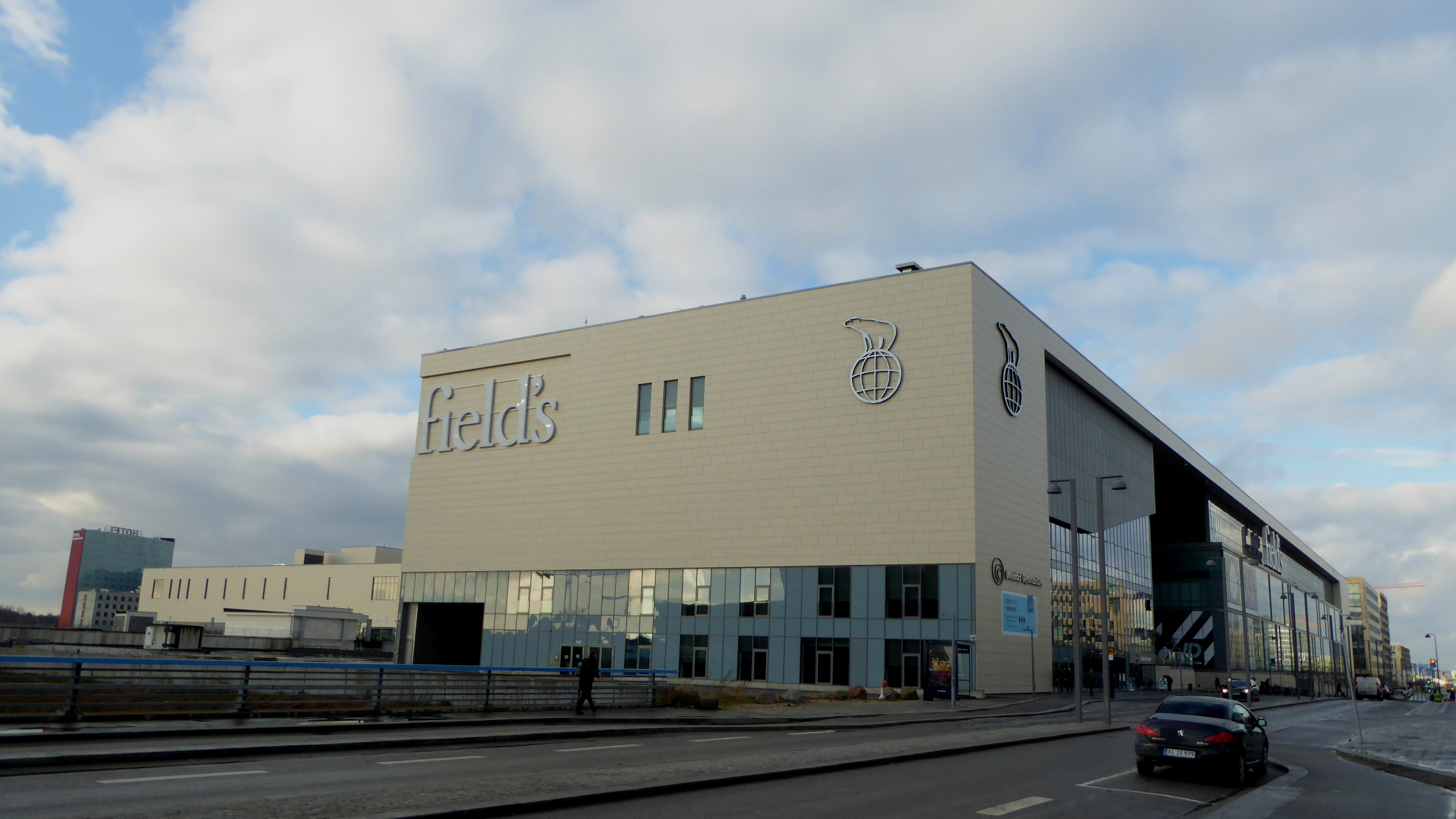
Field's, el centro comercial más grande de Dinamarca.

La composición del PIB por sector es: agricultura 1,2%, industria 25,7% y servicios 73,1% (est. 2009). La agricultura emplea al 2,9% de la población activa, la industria el 23,8% y los servicios el 72,7% (2005).
En esta economía de mercado moderna, destaca un sector agrícola de alta tecnología, la industria más reciente con firmas de nivel mundial en productos farmacéuticos, el transporte marítimo y las energías renovables, y una alta dependencia en el comercio exterior. La economía danesa se caracteriza también por amplias medidas de un estado de bienestar, una distribución equitativa de los ingresos y un cómodo nivel de vida. Dinamarca es un exportador neto de alimento y energía y disfruta de un amplio balance positivo de su balanza de pagos. 
Los principales productos agrícolas son: cebada, trigo, patatas y remolachas. De la ganadería se obtiene principalmente carne de cerdo y productos lácteos. También es importante la pesca. En cuanto a los productos industriales, cabe citar: hierro, acero, metales no ferrosos, productos químicos y farmacéuticos, industria alimenticia, maquinaria y equipamiento de transporte, textil y ropa, electrónica, construcción, muebles y otros productos de la madera, restauración y construcción naval, molinos de viento y equipamiento médico.
Tiene 2.678 km de vías férreas y 72.362 km de carreteras, de las que 1.032 son autopistas. Las vías fluviales en el año 2008 representaban 400 km. Los puertos y terminales más destacados son: Aalborg, Aarhus, Copenhague, Ensted, Esbjerg, Fredericia y Kalundborg.